# Svjetsko prvenstvo u polu
Svjetsko prvenstvo u polu je međunarodno međudržavno natjecanje u polu. Organizira ga krovna organizacija tog sporta Međunarodni polo savez (eng. Federation of International Polo, FIP). Prvo je natjecanje održano 1987. godine a domaćin je bila Argentina. Danas se održava svake tri ili četiri godine.
Momčadi sudionice moraju imati hendikep do 14 pogodaka. Zbog tog razloga se u polu za razliku od inih sportova najbolji igrači ne natječu na svjetskom prvenstvu.

## Osvajači prvenstava
| R.br. | Godina | Domaćin                    | Zlato     | Srebro     | Bronca    |
| ----- | ------ | -------------------------- | --------- | ---------- | --------- |
| I.    | 1987.  | Buenos Aires, Argentina    | Argentina | Meksiko    | Brazil    |
| II.   | 1989.  | Berlin, SR Njemačka        | SAD       | Engleska   | Argentina |
| III.  | 1992.  | Santiago, Čile             | Argentina | Čile       | Engleska  |
| IV.   | 1995.  | Sankt Moritz, Švicarska    | Brazil    | Argentina  | Meksiko   |
| V.    | 1998   | Santa Barbara, SAD         | Argentina | Brazil     | Engleska  |
| VI.   | 2001.  | Melbourne, Australija      | Brazil    | Australija | Argentina |
| VII.  | 2004.  | Chantilly, Francuska       | Brazil    | Engleska   | Čile      |
| VIII. | 2008.  | Ciudad Mexico, Meksiko     | Čile      | Brazil     | Meksiko   |
| IX.   | 2011.  | Estancia Grande, Argentina | Argentina | Brazil     | Italija   |
| X.    | 2015.  | Santiago, Čile             | Čile      | SAD        | Brazil    |
| XI.   | 2017.  | Sydney, Australija         | Argentina | Čile       | Engleska  |
| XII.  | 2022.  | Indio, SAD                 |           |            |           |